# 1064. grenadirski polk (Wehrmacht)
1064. grenadirski polk (izvirno nemško 1064. Grenadier-Regiment; kratica 1064. GR) je bil pehotni polk Heera v času druge svetovne vojne.

## Zgodovina
Polk je bil ustanovljen marca 1945 za 85. pehotno divizijo.